# Ужи-рыболовы
Ужи-рыболовы (лат. Xenochrophis) — род змей семейства ужеобразных.
Общая длина представителей этого рода колеблется от 50 см до 1,5 м. Голова немного вытянутая, немного сжатая с боков. Туловище стройное. Спинные щитки килеватые. Наделены пахучими анальными железами, которыми пользуются для отпугивания врагов.
Окраска большинства видов оливкового или бурого цвета, но у некоторых присутствуют яркие красные или жёлтые пятна.
Любят влажные места. Большинство видов ведут дневной полуводный образ жизни. Питаются рыбой, лягушками, некоторые виды питаются также мелкими ящерицами. Эти змеи имеют плохой характер.
Встречаются как неядовитые виды, так и слабо ядовитые, которые не представляют угрозы для человека.
Это яйцекладущие змеи.
Обитают во многих районах материковой и островной Азии.

## Виды
- Xenochrophis asperrimus
- Xenochrophis bellula
- Уж-рыболов Кантора (Xenochrophis cerasogaster)
- Xenochrophis flavipunctatus
- Xenochrophis maculatus
- Xenochrophis melanzostus
- Уж-рыболов Шнайдера (Xenochrophis piscator)
- Xenochrophis punctulatus
- Xenochrophis sanctijohannis
- Xenochrophis schnurrenbergeri
- Xenochrophis trianguligerus
- Xenochrophis tytleri
- Полосатый уж-рыболов (Xenochrophis vittatus)